# Hrib pri Orehku
Hrib pri Orehku je naselje v Občini Novo mesto.